# Марманчук, Виктор Павлович

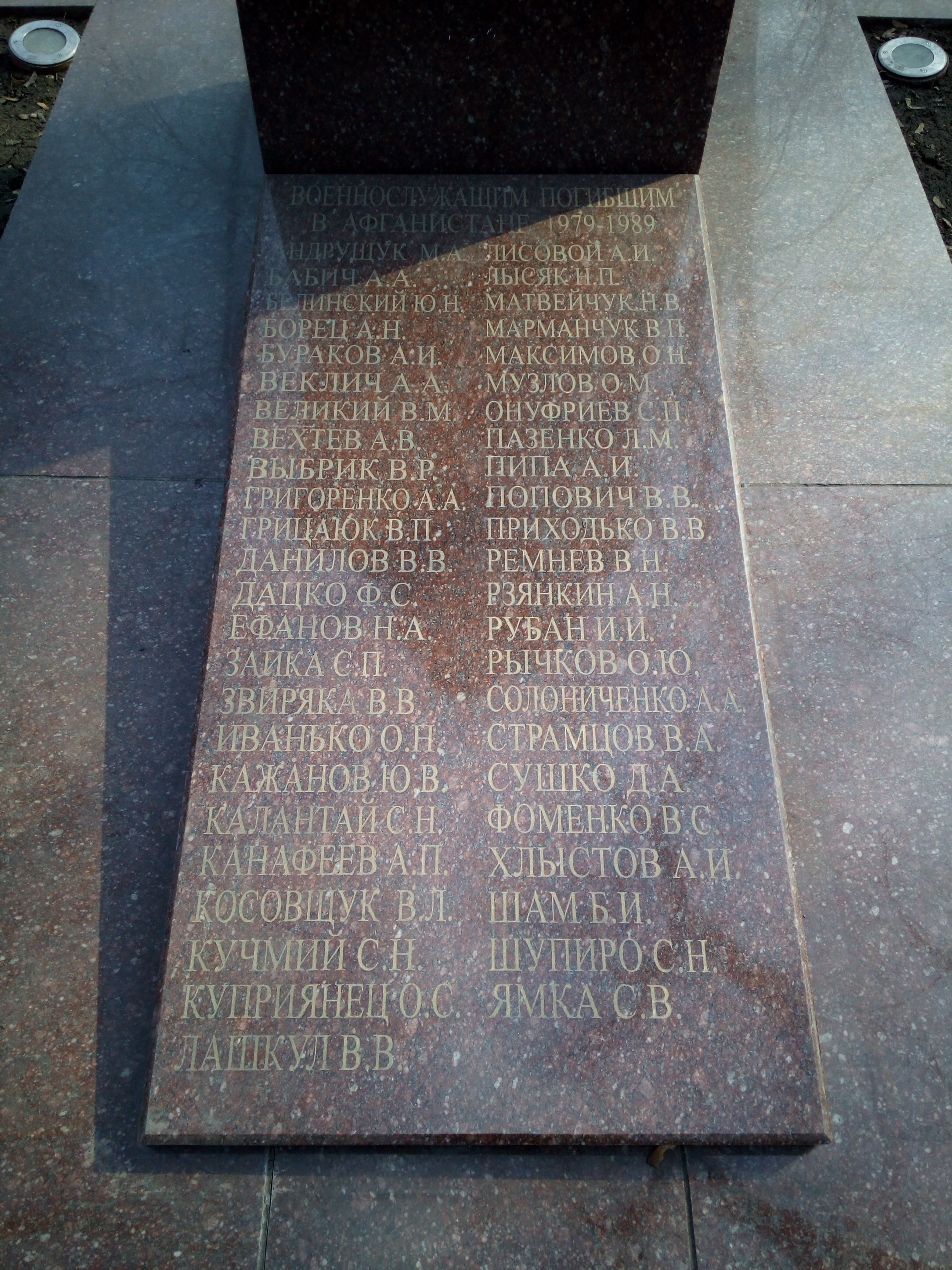
Имя на памятнике воинам-интернационалистам на Дзержинке (Кривой Рог)

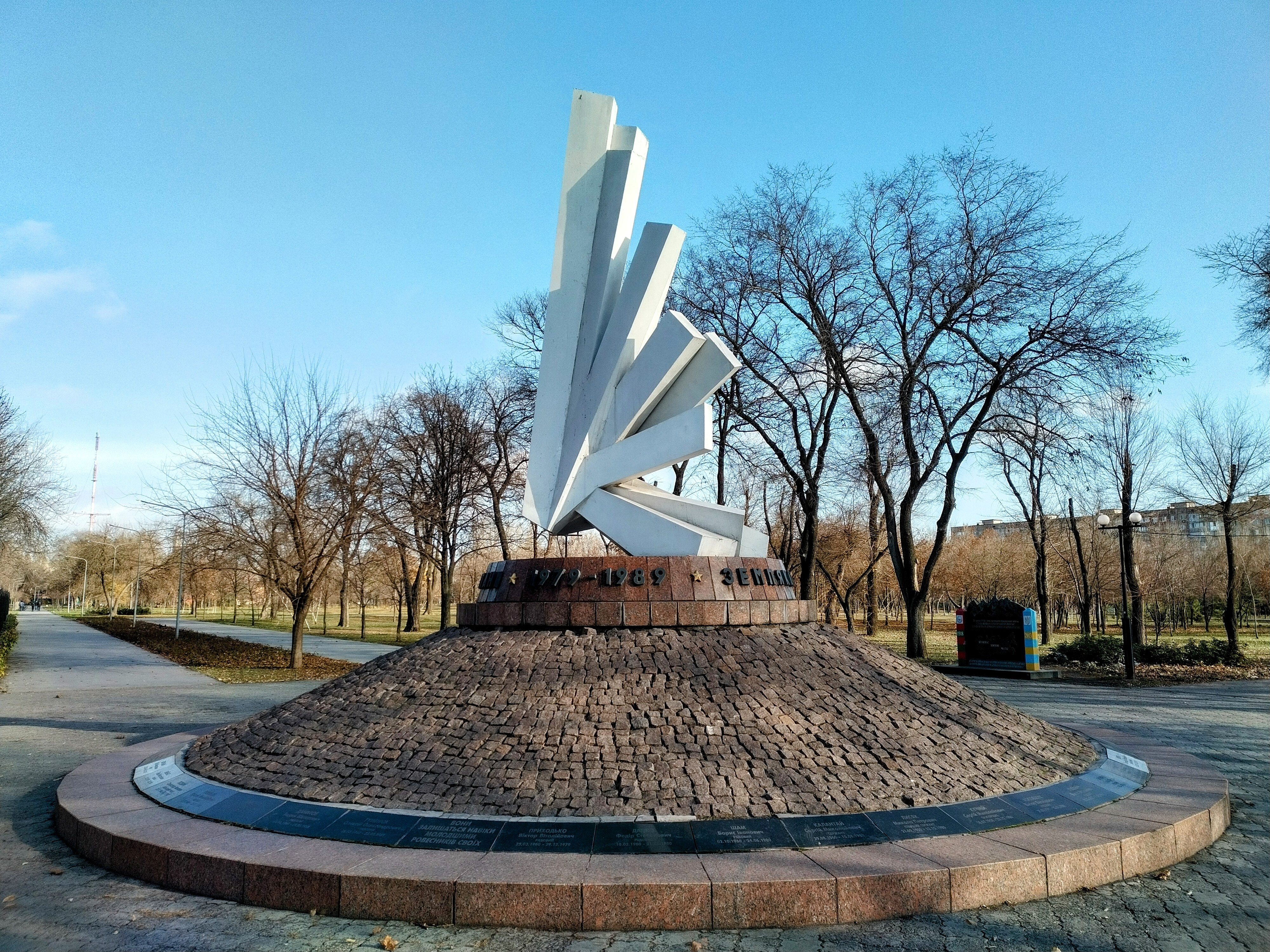
Имя на памятнике воинам-интернационалистам в Юбилейном парке (Кривой Рог)

Марманчук Виктор Павлович (11 мая 1962, Кривой Рог, Днепропетровская область — 15 декабря 1981, Кишим, Бадахшан) — советский военнослужащий, младший сержант, командир танка, участник Афганской войны.

## Биография
Родился 11 мая 1962 года в городе Кривой Рог Днепропетровской области УССР в рабочей семье.
Окончил среднюю школу № 108 и СПТУ № 45 в Кривом Роге. 
14 мая 1980 года призван в Вооружённые силы СССР Дзержинским районным военным комиссариатом Кривого Рога. В июне 1981 года в звании младшего сержанта направлен в состав ограниченного контингента советских войск в Афганистане, служил командиром танка.
Погиб 15 декабря 1981 года при обстреле военной колонны.
Похоронен в Кривом Роге на Центральном кладбище (участок 1, ряд 4, могила 138).

## Награды
- Орден Красной Звезды (посмертно)[1][2].

## Память
- Имя на памятнике воинам-интернационалистам Днепропетровщины, погибшим в Афганистане (Днепр)[4];
- Имя на памятнике воинам-интернационалистам на Дзержинке (Кривой Рог);
- Имя на памятнике воинам-интернационалистам в Юбилейном парке (Кривой Рог);
- Памятный знак и памятная аллея, открытые на территории школы № 108 в 1989 году[5].